# Kurzor
Kurzor je grafični element, ki prikazuje, kateri del zaslona se bo odzval na vnos podatkov iz vhodne enote računalniške naprave.
V vmesniku z ukazno vrstico in poljih za vnos besedila je kurzor največkrat utripajoč podčrtaj ali navpična črta. Označuje položaj, kjer se bo izpisoval vnos. Za lažje sledenje utripa samo takrat, kadar ni vnosa. Pri grafičnih uporabniških vmesnikih je kurzor indikator položaja na zaslonu; privzeto je v obliki puščice, lahko pa spreminja obliko glede na okoliščine - npr. v peščeno uro, ko računalnik izvaja ukaz, v roko z iztegnjenim kazalcem ko se nahaja nad gumbom ali hiperpovezavo ali lonček z barvo, ko je aktivirano orodje za barvanje v grafičnem programu.